# Bruno Bianchi (Segler)
Bruno Giuseppe Bianchi (* 2. Mai 1904 in Genua; † 22. August 1988 ebenda) war ein italienischer Segler.

## Erfolge
Bruno Bianchi, der für den Yacht Club Italiano segelte, wurde 1936 bei den Olympischen Spielen in Berlin in der 8-Meter-Klasse Olympiasieger. Er war Crewmitglied der Italia unter Skipper Giovanni Reggio, die eine der sieben Wettfahrten und mit 55 Punkten die im Olympiahafen Düsternbrook in Kiel stattfindende Regatta knapp vor der Silja aus Norwegen und der Germania III aus dem Deutschen Reich mit jeweils 53 Punkten gewann. Neben Bianchi gehörten außerdem Luigi De Manincor, Domenico Mordini, Enrico Poggi und Luigi Poggi zur Crew. Bei den Olympischen Spielen 1948 in London startete Bianchi im Drachen. Als Crewmitglied der Ausonia beendete die Regatta auf dem fünften Platz.
Von 1957 bis 1961 war Bianchi Generalsekretär des italienischen Segelverbandes.